# Instituto de Rádio-engenharia e Eletrônica
O Instituto de Rádio-engenharia e Eletrônica (em russo:  Институт радиотехники и электроники (ИРЭ)) da Academia de ciências da Rússia é um instituto de Moscou que conduz pesquisas no campo da radiofísica, radiotécnicas, eletrônica física e quantica e informática fundada em 1953 como um instituto da Academia de Ciências da URSS. Desde 1954, e por um longo período de tempo, seu diretor foi o famoso cientista soviético Vladimir Kotelnikov e em 2006seu atual diretor é Yuri Gulyaev.
Em 1957, por decisão do Comitê Central do Partido Comunista da União Soviética e do Conselho de Ministros da União Soviética o instituto foi instruido com a tafera de estabelecer estações, que iriam receber sinais do Sputnik 1. Havia poucas estações profissionais na URSS na época, e o instituto com a cooperou com radialistas amadores através do país e forneceu o equipamento necessário para 30 grandes DOSAAF de clubes de radialistas amadores do Mar Báltico ao Oceano Pacífico.
O instituto liderou os trabalhos científicos para a criação de um radar planetário e a radiolocalização da exploração de outros planetas. Um dos principais resultados foi a criação da primeira mapa de radar do hemisfério norte do planeta Vênus em 1984, utilizando os resultados das missões  Venera 15 e Venera 16.